# Wilde weit
De wilde weit (Melampyrum arvense) is een eenjarige plant, die behoort tot de bremraapfamilie (Orobanchaceae). De plant komt van nature voor in West-Europa en wordt vaak beschouwd als een onkruid.
Het is een halfparasiet die zelf fotosynthetiseert, maar water en nutriënten met zijn wortels aftapt uit de wortels van andere planten. Door deze strategie kan de plant in een aantal weken volledig uitgroeien en ook in droge milieus voldoende water opnemen.

## Beschrijving
De plant wordt 15-50 cm hoog. De bladeren zijn lancet- tot lijnlancetvormig. De bovenste bladeren hebben aan de voet priemvormige tanden. Ze bloeit van juni tot augustus met paarse bloemen Op de 2-2,5 cm lange bloemkroon zit een gele of geelwitte, soms witte, ring. De licht roodpaarse, soms witte, schutbladen hebben borstelvormige zijslippen en aan de onderkant donkere klierpuntjes. De bloeiwijze is een alzijdige, dichte tros dit in tegenstelling tot de hengel (Melampyrum pratense) die een naar één zijde gekeerde ijle tros heeft.
De vrucht is een doosvrucht en bevat twee zaden. In de zaden komt het gif aucubine voor.
Wilde weit komt voor op matig droge, kalkrijke grond en groeit op de wortels van granen en grassen.

## Nederland
De soort staat op de Nederlandse Rode lijst van planten als zeer zeldzaam en zeer sterk in aantal afgenomen. Ze komt nog uitsluitend voor in Zuid-Limburg. De plant is  wettelijk beschermd volgens de Wet natuurbescherming.